# Casa de raport cu pasaj de pe str. Mitropolit Dosoftei, 118 (Chișinău)
Casa de raport cu pasaj de pe str. Mitropolit Dosoftei, 118 este o clădire amplasată pe str. Mitropolit Dosoftei, 118 în Chișinău, Republica Moldova. Este un monument arhitectural de importanță națională inclus în Registrul monumentelor Republicii Moldova ocrotite de stat cu nr. 90 (municipiul Chișinău). Datează din 1901.